# Centre d'accueil et d'accompagnement à la réduction des risques pour usagers de drogues
 (février 2024).
La mise en forme du texte ne suit pas les recommandations de Wikipédia : il faut le « wikifier ».
Les points d'amélioration suivants sont les cas les plus fréquents. Le détail des points à revoir est peut-être précisé sur la page de discussion.
- Les titres sont pré-formatés par le logiciel. Ils ne sont ni en capitales, ni en gras.
- Le texte ne doit pas être écrit en capitales (les noms de famille non plus), ni en gras, ni en italique, ni en « petit »…
- Le gras n'est utilisé que pour surligner le titre de l'article dans l'introduction, une seule fois.
- L'italique est rarement utilisé : mots en langue étrangère, titres d'œuvres, noms de bateaux, etc.
- Les citations ne sont pas en italique mais en corps de texte normal. Elles sont entourées par des guillemets français : « et ».
- Les listes à puces sont à éviter, des paragraphes rédigés étant largement préférés. Les tableaux sont à réserver à la présentation de données structurées (résultats, etc.).
- Les appels de note de bas de page (petits chiffres en exposant, introduits par l'outil «  Source ») sont à placer entre la fin de phrase et le point final[comme ça].
- Les liens internes (vers d'autres articles de Wikipédia) sont à choisir avec parcimonie. Créez des liens vers des articles approfondissant le sujet. Les termes génériques sans rapport avec le sujet sont à éviter, ainsi que les répétitions de liens vers un même terme.
- Les liens externes sont à placer uniquement dans une section « Liens externes », à la fin de l'article. Ces liens sont à choisir avec parcimonie suivant les règles définies. Si un lien sert de source à l'article, son insertion dans le texte est à faire par les notes de bas de page.
- La présentation des références doit suivre les conventions bibliographiques. Il est recommandé d'utiliser les modèles {{Ouvrage}}, {{Chapitre}}, {{Article}}, {{Lien web}} et/ou {{Bibliographie}}. Le mode d'édition visuel peut mettre en forme automatiquement les références.
- Insérer une infobox (cadre d'informations à droite) n'est pas obligatoire pour parachever la mise en page.

Pour une aide détaillée, merci de consulter Aide:Wikification.
Si vous pensez que ces points ont été résolus, vous pouvez retirer ce bandeau et améliorer la mise en forme d'un autre article.
 (février 2024).
Les Centres d’Accueil et d’Accompagnement à la Réduction des risques pour Usagers de Drogues (CAARUD) sont des établissements médico-sociaux destinés à accueillir des usagers de drogues.
Contrairement aux établissements de soin traditionnels, les CAARUD accueillent les usagers de drogues avec un minimum de conditions : respect de l'équipe et des autres usagers et interdiction de consommation sur place. L'abstinence, le projet de sevrage, la sobriété ou d'autres considérations ne sont pas exigées (principe de l'accueil inconditionnel). C'est la raison pour laquelle les CAARUD sont parfois considérés comme des structures à "bas-seuil d'exigence", par opposition à des structures comme les centres de soins, d'accompagnement et de prévention en addictologie (CSAPA), considérées à plus "haut seuil d'exigence".

## Description
Les centres d’accueil et d’accompagnement à la réduction des risques pour usagers de drogues (CAARUD) accueillent des personnes qui ne sont pas nécessairement engagées dans une démarche de soin, ou qui sont exposées à des risques importants en raison de leurs modes de consommation ou des produits consommés. Une attention particulière est accordée aux usagers les plus marginalisés.
Les CAARUD sont financés par l’Assurance maladie et gérés soit par des associations, soit par des établissements publics de santé, qui peuvent également superviser des centres de soins, d’accompagnement et de prévention en addictologie (CSAPA). La mission de ces structures est de limiter l’impact des consommations de drogues, en particulier les infections virales et la mortalité par surdose, en informant sur les risques liés aux différentes substances et à leurs modalités de consommation, en permettant l’accès à du matériel de consommation réduisant ces risques (seringues stériles, filtres, pailles, pipes à crack, embouts…) et en favorisant l’accès aux soins et aux droits sociaux (Article L.3411-8 du Code de la santé publique).

## Bénéficiaires
Les bénéficiaires de ces centres d’accueil sont des personnes dépendantes aux drogues mais qui n’ont pas encore fait la démarche de soin ou dont les modes de consommation les exposent à des risques infectieux, accidentels, psychiatriques etc. Ainsi, toute personne peut bénéficier de ces centres d’accueil. Les CAARUD sont considérés comme des établissements à bas-seuil d’exigence. En effet, les conditions sont le respect de l’équipe et des autres usagers et l'interdiction de consommation sur place.  L’abstinence, le projet de sevrage, et la sobriété ne sont pas exigés pour y rentrer. Il est intéressant de constater que  l’âge médian est de 40 ans pour les hommes et 38 ans pour les femmes. On constate un vieillissement des usagers. Beaucoup d’usagers sont ceux qui vivent seuls, environ 7 sur 10 d’entre eux n’habitent ni chez de la famille ou des amis. Les personnes qui recourent à ce centre d’accueil sont notamment celles qui ont des situations précaires, comme le soulignent les 21% des usagers  qui déclarent ne percevoir  aucun revenu. Également, cette précarité se traduit par  une couverture de la sécurité sociale assez faible pour les usagers des CAARUD. En 2019, 73% d’entre eux ont une couverture sociale contre 81% en 2015. Ainsi, la plupart des personnes n’ont plus de liens sociaux.

## Histoire
Les CAARUD, anciennement appelés Boutique, sont issus de l’article 12 de la loi no 2004-806 du 9 août 2004 relative à la politique de santé publique, dite Loi Accoyer.
Cet article prévoit l’insertion dans le Code de la santé publique de l’article L.1321-5 consacrant la création de ces centres d'accueil et d'accompagnement à la réduction des risques pour usagers de drogue. Il est précisé qu’ils relèvent du 9° du I de l'article L. 312-1 du Code de l'action sociale et des familles et concourent, avec les autres dispositifs, à la politique de réduction des risques. Ce même article pose pour principe que « Les personnes accueillies dans les centres d'accueil et d'accompagnement à la réduction des risques pour usagers de drogue bénéficient d'une prise en charge anonyme et gratuite. ». Cette loi est venue consacrer la politique de réduction des risques.
La prise en compte des drogues a débuté au lendemain de 1968. En raison d’une peur du développement d’une épidémie de drogue, cannabis et héroïne, à l’instar des États-Unis, le législateur a promulgué la loi no 70-1320 du 31 décembre 1970 relative aux mesures sanitaires de lutte contre la toxicomanie et à la répression du trafic et de l'usage illicite de substances vénéneuses. Cette loi était une première étape marquée par une approche binaire de l’usage de drogue entre la maladie et le délit. D’une part, l’usage de drogues est prohibé. D’autre part, le personnel médical a obtenu pour les usagers l’anonymat, la gratuité des soins, l’injonction thérapeutique comme alternative à l’incarcération ou la prise en charge sur une base de volontariat.
La recherche d’une réduction des risques a, par la suite, réellement émergé en réaction à la mobilisation d’usagers, d’associations et de professionnels face au VIH présent chez les usagers de drogues. Les premiers cas de sida en France sont identifiés au début des années quatre-vingt. Alors que le virus avait été isolé, la maladie se répand parmi les usagers de drogues. Jusqu’alors, les seringues étaient prohibées. De cette interdiction découle un faible nombre de seringues. Par conséquent, les usagers utilisaient les mêmes seringues et se les partageaient entre eux. Or, cela a conduit à un développement de la contamination par voie veineuse. En raison du taux élevé de contamination des usagers de drogues par voie injectable, les pouvoirs publics se sont tournés vers une politique de réduction des risques. L’objectif était alors d’éviter que ce matériel d’injection demeure réutilisé ou échangé entre les usagers.
C’est ainsi qu’une politique visant à prévenir les problèmes sanitaires et sociaux liés à la consommation de drogues a débuté. En constatant que les usagers de drogues pouvaient modifier leurs pratiques s’ils en avaient la possibilité, cette politique est venue faciliter l’accès à des seringues stériles, au dépistage, notamment du VIH, et aux soins.
Par la suite, la Circulaire interministérielle du 14 janvier 1993 relative à la mise en œuvre de conventions d'objectifs de la lutte contre la toxicomanie a créé les Boutiques. Ces Boutiques préfigurent les CAARUD et sont les premiers centres dédiés à la réduction des risques en permettant un accès à des installations sanitaires, du matériel de prévention, des soins, une écoute et des services sociaux et juridiques. Le terme Boutique est apparu car le premier établissement se trouvait dans une ancienne boutique au Nord de Paris dans la rue Philippe de Girard.
Ce n’est, néanmoins, qu’en 2004 que la réduction des risques est reconnue et mentionnée dans la loi au même titre que l’insertion des centres d'accueil et d'accompagnement à la réduction des risques pour usagers de drogues (CAARUD). Le décret no 2005-1606 du 19 décembre 2005 donne réellement naissance à ces CAARUD et est venu définir leurs missions. La politique de réduction des risques s’appuie sur trois mesures :  l’accès aux seringues stériles et au matériel de consommation, la mise à disposition des traitements de substitution et, celle qui concerne les CAARUD, « l’aller vers les usagers » avec l’ouverture de lieux d’accueil spécifique avec du personnel dédié.
Mises en place en 2006, les associations ayant le statut de CAARUD sont considérées comme des établissements médico-sociaux de premier plan en matière de réduction des risques.  Elles sont financées par l’Assurance maladie. La circulaire DGS no 2006-01 du 2 janvier 2006 explique la structure du dispositif. Puis, le rapport d’activité type annuel est mis en place par l’arrêté du 16 janvier 2006 permettant aux agences régionales de santé (ARS) de suivre les CAARUD. Toutefois, ce rapport demeure inchangé depuis le début des années 2010.
La loi no 2016-41 de modernisation du système de santé du 26 janvier 2016 et ses décrets d’application ont ouvert le champ d’intervention des CAARUD aux substances psychoactives licites ou l’autorisation d’utilisation des tests rapides d’orientation diagnostique (TROD), des autotests de détection des maladies infectieuses ou pour la prévention des surdoses mortelles de la délivrance de naloxone.

## Cadre légal
Le CAARUD est fondé dans le Code de la santé publique par l'article. L.3121-5 de la loi 2004-806 du 9 aout 2004, il institutionnalise la politique de réduction des risques (RDR) et créé nouveau type de structure médico-sociale.
Le décret no 2005-1606 du 19 décembre 2005 précise, à l'article R.3121-33-1, les missions de ces structures et la circulaire DGS no 2006-01 du 2 janvier 2006 développe les modalités de structuration du dispositif.
Le Code de l’action sociale et des familles inscrit les CAARUD dans la catégorie des établissements médico-sociaux :
- Art. L.312-1, 9° : (encadrés notamment par la loi no 2002-2 du 2 janvier 2002),
- Art. L.313-1 : définit la procédure d’autorisation des CAARUD,
- Art. L.314-3-3 et R.314-105 : précise les modalités de financement des CAARUD par l’Assurance maladie.

Des structures de ce type existaient déjà depuis le milieu des années 1990, on parlait alors de boutiques. La loi du 9 aout 2004 permet la structuration du dispositif français de RDR, l'intégration de ces structures dans le champ médico-social et leur financement par la sécurité sociale.
Des textes d’application précisent les missions des CAARUD, avec le décret no 2005-1606 du 19 décembre 2005, la circulaire DGS no 2006-01 du 2 janvier 2006 qui explique la structuration du dispositif, l'arrêté du 16 janvier 2006 qui fixe le rapport d’activité type et la circulaire DGS 2006-01 du 2 janvier 2006.

## Fonctionnement

### Objectifs
Les CAARUD sont mis en place avec plusieurs objectifs comme ligne de mire. Tout d’abord, la réduction des risques infectieux liés à l’usage de drogues par injection apparaît principale. Cette réduction est même étendue à tous les dommages sanitaires et sociaux ainsi qu’à l’ensemble des produits. L’intervention sur les lieux de consommation fait partie des objectifs de nombreux centres.
Puis, elles vont garantir un lieu de pause adapté à l’élaboration de démarches de soins.
Ces centres mettent en avant l’accueil, l’accès au matériel de réduction des risques et, également, la possibilité d’accès à des pratiques ayant des risques moindres. L’information et l’orientation des usagers est une partie intégrante de l’objectif même de ces structures.
De manière générale, deux axes sont ciblés par les CAARUD. D’une part, ils souhaitent soutenir les usagers dans l’accès à leurs droits. D’autre part, ils effectuent des interventions de proximité à l’extérieur du centre, notamment, la réduction des risques en milieu festif.
L’un de leur but va être l’accompagnement individuel, par exemple, pour l’emploi ou la parentalité.  
Finalement, la médiation sociale va leur permettre de favoriser l’acceptabilité de ces dispositifs.

### Missions
Les 7 missions des CAARUD sont détaillées dans le décret no 2005-1606 du 19 décembre 2005 :
- L'accueil collectif et individuel, l'information et le conseil personnalisé pour usagers de drogues ;
- Le soutien aux usagers dans l'accès aux soins qui comprend :

a) L'aide à l'hygiène et l'accès aux soins de première nécessité, proposés de préférence sur place ;
b) L'orientation vers le système de soins spécialisés ou de droit commun ;
c) L'incitation au dépistage des infections transmissibles ;
- Le soutien aux usagers dans l'accès aux droits, l'accès au logement et à l'insertion ou la réinsertion professionnelle ;
- La mise à disposition de matériel de prévention des infections ;
- L'intervention de proximité à l'extérieur du centre, en vue d'établir un contact avec les usagers.
- Le développement d'actions de médiation sociale en vue de s'assurer une bonne intégration dans le quartier et de prévenir les nuisances liées à l'usage de drogues.
- La participation au dispositif de veille en matière de drogues et de toxicomanie, à la recherche, à la prévention et à la formation sur l'évolution des pratiques des usagers.

Depuis le 12 mai 2017,, les intervenants des CAARUD peuvent délivrer les médicaments correspondant à leur mission de réduction des risques  et des dommages. Les modalités de délivrance sont encadrées par plusieurs règles. Pour pouvoir en délivrer, il est nécessaire d’avoir une formation préalable du personnel, qu’ils soient salariés ou bénévoles. Il faut également qu’une convention relative à l’approvisionnement soit conclue avec un centre de soins, d’accompagnement et de prévention en addictologie (CSAPA) ou un pharmacien titulaire d’officine. Puis, il y a des conditions de détention des médicaments.
Leurs missions restent indissociables de l’accueil de consommateurs de drogues qui sont proposés par différents types de soutien.

### Actions
Par ailleurs, une loi de 2016, a mis en avant de nouveaux outils et de nouvelles interventions au bénéfice des CAARUD. Ainsi, ils peuvent superviser les pratiques de consommation, analyser les produits, réaliser les tests rapides d’orientation diagnostique, les autotests de détection des maladies infectieuses ou encore utiliser la naloxone, antidote spécifique.
Afin de mettre en place leurs objectifs, des actions sont réalisées par les CAARUD. Un service de soins est instauré. La prévention est développée, notamment par des messages adaptés aux différentes pratiques de consommation et aux comportements sexuels. Les CAARUD distribuent et échangent du matériel stérile comme des kits d’injection. Par ailleurs, grâce à ces centres, des soins infirmiers sont dispensés. Chaque individu est accompagné dans ses démarches administratives. Ces actions peuvent aussi prendre la forme de réapprovisionnements, d’accès à des dépistages tels que le test rapide d’orientation diagnostic (TROD) ou le Fibroscan, ou encore un envoi postal de matériel de consommation. L’accès à des douches, laves-linge, ou encore à l’analyse de substances peuvent être avancés par ces centres. Il s’agit d’ailleurs d’une pratique qui se généralise.
Leurs interventions consistent principalement en un travail de proximité, des consultations médicales, des soins, des entretiens qu’ils soient médicaux ou éducatifs mais également des distributions, d’informations ou de matériel. En effet, pour limiter l’impact des consommations de drogues, informer les risques de certaines pratiques ou substances, et enfin, favoriser l’accès aux soins, aux droits sociaux et à des conditions de vie acceptables, des actions de réduction des risques sont mises en place.
Ces structures participent au dispositif de veille sur les drogues et la toxicomanie. Ce dernier s’effectue notamment pour la recherche, la prévention et la formation sur l’évolution des pratiques des usagers.

### Évolution
Entre 2014 et 2018, 8,1millions de seringues sont distribuées par les CAARUD, ce qui représente 19 % d’augmentation. Il ne s’agit pas de la seule augmentation puisque le nombre de filtres à crack distribué et celui des embouts et des kits d’inhalation sont multipliés par, respectivement, 8 et 5. Ces évolutions s’expliquent par la consommation croissante de cocaïne durant cette période. En quatre ans, le nombre d’actes déclarés par les CAARUD augmente de 6 %. Les actions de réduction des risques liés à l’usage des drogues et de la sexualité se sont accrues, à l’inverse de ceux classés dans la catégorie “hygiène”.  En 2018, l’accès à un espace laverie et à un espace sanitaire est possible dans trois quarts des CAARUD tandis qu’en 2014, seulement deux tiers de ces centres le proposent. Les personnels sont nombreux pour rendre effectif les établissements. C’est la raison pour laquelle, on recense  900 équivalents temps plein (ETP), en 2018, dont 98 emplois bénévoles. Certains CAARUD rencontrent une taille de l’équipe bien inégale par rapport à d’autres. En effet, la moyenne est de 6,54 ETP par CAARUD. Mais, certains font face à une taille de l’équipe bien moindre d’environ 3,45 ETP. Notamment, dans les territoires d’Outre-mer, où il n’y a qu’un ETP pour 100 usagers. Concernant les modalités de service proposés par les CAARUD, environ 9 structures sur 10 proposent des interventions en groupe sous forme d’ateliers thématiques. Par exemple, injection à moindre risque, relaxation, échecs, couture, jardinage, foot, théâtre etc. De plus, les CAARUD organisent des maraudes, ce sont des sorties de rue. Notamment, les CAARUD relevant des régions  Normandie, Île-de-France, et Nouvelle-Aquitaine proposent toutes  des sorties de rue avec un taux de 100 % En outre, les CAARUD interviennent également dans des squats. La part des  Pays de la Loire est de 67% qui organise des interventions dans des squats. Les CAARUD interviennent en milieu fermé, la Corse et les Pays de la Loire sont les régions qui y participent le plus, avec respectivement, une part de 100% et de 83% pour chacune d’entre elles.

## Organisation

### Organisation des centres
Cette structure médico-sociale dispose d’un accueil gratuit et anonyme, d’un bilan socio-éducatif et médical, de soins infirmiers, de conseils, d’informations individualisés et d’une distribution de matériel et de réduction des risques. Par ailleurs, l’abstinence, le projet de sevrage, la sobriété ou d’autres considérations ne sont pas exigés. C’est pour cette raison, que les CAARUD sont considérés comme des structures à « bas seuil d’exigence », par opposition aux Centres de Soins, d'Accompagnement et de Prévention en Addictologie (CSAPA) qui sont considérées à plus « haut seuil d’exigence ».
Pour assurer un bon déroulement, il y a certaines règles que les usagers doivent respecter. Ce sont des règles de vie. Les principales consistent à respecter les locaux, les personnes et le voisinage, à s’abstenir de toute forme de violence, à s’abstenir également de toute consommation de produits psychotropes  et de trafic au sein de la structure. Enfin, les usagers doivent respecter le règlement de fonctionnement du CAARUD.
Les CAARUD participent au dispositif de veille en matière de drogues et de toxicomanie, mais aussi à la recherche et à la formation sur la pratique des usagers. Par ailleurs, un référent « violences faites aux femmes » a été identifié dans chaque CAARUD. Ce référant, est désigné par le directeur de la structure parmi le personnel médical, social ou médico-social. Il est chargé de la sensibilisation du personnel sur la question des femmes victimes de violences.
L’agence nationale de l’évaluation et de la qualité des services sociaux et médico-sociaux (ANESM) , dont les missions ont été reprises par la Haute Autorité de santé (HAS) depuis le 1er avril 2018 a rendu public le 28 novembre 2017, une recommandation à l'attention du personnel des CAARUD. Ce document a pour but d'accompagner le secteur dans un contexte marqué par d'importantes réformes juridiques mais aussi par le développement de nouvelles réponses aux conduites addictives.
La circulaire du 2 janvier 2006  explique la structuration du dispositif. Les articles concernant les CAARUD s’organisent de la manière suivante dans le Code de la santé publique : l’article L312-1 concerne l’établissement médico-sociale, l’article L313-1 pour l’autorisation, les articles L314-3-3 et R314-105 concernent le financement. Par ailleurs, le décret du 19 décembre 2005 détaille les missions des CAARUD. Enfin, le rapport d’activité type est fixé dans l’arrêté du 16 janvier 2006.
En effet, les CAARUD offrent un ensemble de prestations visant à réduire les risques sanitaires et sociaux associés à la consommation de drogues. Parmi ces prestations, on retrouve : l’accueil et l’écoute, la réduction des risques, l’accompagnement individuel, d'actions de prévention, l’accès aux soins, l’insertion sociale et les actions collectives. Concernant l’accueil et l’écoute, les CAARUD offrent un espace d’accueil où les usagers de drogues peuvent s’adresser à une équipe professionnelle. Pour la réduction des risques, la structure inclut la distribution de matériel stérile d’injection, la prévention des injonctions et des informations sur les modes de consommation plus sûrs, ainsi que des conseils en matière de réduction des méfaits. 
Concernant l’accompagnement individuel, il existe des entretiens de soutien, des conseils en matière de santé, des informations sur les droits sociaux ou encore une orientation vers des services spécialisés comme des soins psychologiques. Pour les actions de prévention, les CAARUD organisent ces actions auprès des usagers de drogues mais auprès d’un public plus large notamment dans le milieu scolaire. Les CAARUD assurent un accès aux soins, en orientant les usagers de drogues vers des structures de santé adaptées. Ils peuvent également proposer des consultations médicales, des vaccinations et assurer le suivi médical des usagers. Concernant l’insertion sociale, les CAARUD accompagnent les usagers dans leurs démarches administratives, en favorisant leur accès à la formation et à l’emploi, ou en les aidant à reconstruire des liens sociaux et familiaux. Enfin, les CAARUD organisent des actions collectives et des activités de groupe, leur permettant de renforcer leur estime de soi ainsi que leur confiance.
La loi du 26 janvier 2016 de modernisation de notre système de santé a autorisé le lancement d’une expérimentation de salles de consommation à moindre risque (SCMR). Deux salles ont donc été ouvertes, l’une à Paris et l’autre à Strasbourg. On parle d’un modèle «plus sanitaire» à Paris et plus «social» à Strasbourg. Les deux salles proposent un socle de services similaires: il y a une salle sanitaire qui prévoit des dépistages mais également des pansements, délivrance de traitement, vaccinations… La deuxième salle qui prévoit l’ouverture de droits, accompagnements vers l’extérieur, vers de l’hébergement. Dans le cadre d’un projet «article 51», la salle de Strasbourg développe un projet d’hébergement temporaire de 20 places, pour des courtes durées, avec un accès direct à la salle en dehors de ses horaires d’ouvertures traditionnels pour les personnes hébergées.

### Personnel
Les professionnels de santé qui interviennent au sein des CAARUD sont composées d’éducateurs et d’infirmiers qui dispensent des « petits soins », comme la désinfection des plaies. On trouve aussi dans cette équipe de professionnels, des assistantes sociales, des psychologues et usagers ou ex-usager de drogues. Cette pluralité de professionnels est souhaitée par la direction. Elle permet la création de liens étayant avec les usagers accueillis. De plus, cette pluralité amène à l’utilisation de l'Auto-support et réduction des risques parmi les usagers et ex-usagers de drogues c’est-à-dire « une volonté des patients de mettre l’accent sur leur expérience et leur autonomie pour se soigner, s’aider ou défendre leurs droits », dans les accompagnements proposés.
De plus, ces professionnels donnent des conseils de réduction des dommages et ils distribuent du matériel de réduction des risques comme des seringues stériles, des pailles de sniff ou encore des préservatifs. Généralement, ces professionnels sont investis dans la vie locale puisqu’ils assurent des actions de médiation auprès de la population, ainsi que le ramassage de seringues souillées.

### Localisation
Les CAARUD sont principalement situés en Île-de-France  avec 20 CAARUD. En outre-mer  seulement 6 structures ont été recensées. La localisation des CAARUD est encore inégalitaire. En effet, il est possible de constater une disproportion dans l’implantation des CAARUD. La majorité des CAARUD est implantée en zone urbaine au détriment de celle rurale. En 2018, 75 structures se situent dans une commune d’au moins 200 000 habitants. Cela s’explique par les nombreuses présences de CAARUD à Paris. En effet, la ville de Paris en compte 8. Également, la ville de Marseille  qui est la 2e ville la plus peuplée de France, dénombre 5 établissements.  La plupart des agglomérations urbaines disposent de 2  CAARUD. Contrairement, aux plus petites communes, qui ne comptabilisent qu’un CAARUD.  Cependant, Le nombre de CAARUD augmente, en 2018,  un total de 147 établissements présents en France. On recense 6 CAARUD  dans  la région Pays de la Loire, en 2018. Cette même année, 89 602 personnes ont été accueillis dans les CAARUD. Les lieux d’accueil des CAARUD déployés sont différents d’une structure à l’autre. Ces lieux d’accueil se traduisent soit par un accueil fixe ou soit par une unité mobile.  La majorité de l’accueil se réalise dans un local fixe. Toutefois, certaines équipes peuvent intervenir par une unité mobile qui est un bus afin d’intervenir au plus près des usagers de drogues. La configuration majoritaire est celle d’un établissement avec un centre d'accueil fixe avec une ou plusieurs unités mobiles. Cependant, il est rare que des CAARUD gèrent à la fois plusieurs centres d’accueil et d’unités mobiles, seulement 5% de l’ensemble. 

## Financement
C’est l’Assurance maladie qui finance les CAARUD. Ces centres d’accueil sont portés soit par des associations, soit par des établissements de santé publique. La prise en charge est anonyme et gratuite. Ceci étant, les principes de gratuité de la prise en charge et de l’anonymat, ont été quelque peu entamés par le développement des traitements de substitution, qui sont des médicaments qui permettent d’éviter les effets physiques du «manque» lors du sevrage ou de stopper et/ou diminuer la consommation d’héroïne. En effet, ces traitements nécessitent une couverture sociale et la divulgation de l’identité du patient à l’Assurance maladie.

## Enquête ENA-CAARUD
À l’instar de l’enquête PRELUD (Enquête première ligne usagers de drogues), l’Enquête nationale auprès des CAARUD (ENA-CAARUD) a été lancée en 2006 puis s’est renouvelée en 2008, 2010, 2012, 2015 et 2019. Assurée par l’OFDT (Observatoire français des drogues et des tendances addictives), cette enquête est réalisée en France Métropolitaine et dans les DROM-COM.
L'enquête vise à recueillir des informations sur les usagers actifs des CAARUD, en se concentrant sur les substances consommées, les modes de consommation, les comportements associés, les dépistages de maladies et la situation sociale des usagers. La méthodologie consiste en une enquête exhaustive menée dans toutes les structures de réduction des risques CAARUD en France, sur une période donnée (d’une semaine le plus souvent). Durant cette période, chaque personne en contact avec les équipes des CAARUD est interrogée. Les données collectées sont alors analysées par l’OFDT qui rédige des synthèses.

## Bilan
Pour conclure, le premier constat est la montée de la précarité  du fait d’un accès difficile à la protection sociale. Le 2e constat est celui de l’augmentation de la consommation  de cocaïne. Également, 10% des usagers des CAARUD recourent à l’injection de méthadone. Enfin, il y a un vieillissement des usagers des CAARUD. Entre 2014-2018, cinq nouveaux CAARUD sont créés. Les CAARUD se sont tout de même développées du fait de l’étendue de leurs actions. Les CAARUD jouent un rôle primordial dans la prévention et la réduction de risques de l’usage de drogue. Malgré, le rôle primordial de ces structures et du personnel qui y travaille, de nombreuses disparités subsistent. Concernant la taille d’équipe, la moitié des CAARUD fonctionnent avec 3 à 8 ETP. D’une part, l’autre moitié  se partage de manière équitable  3 voire moins d’ETP. D’autre part, certains ont 8 voire plus d’ETP. Cette inégalité persiste notamment dans les territoires d’Outre-mer.